# بوخور
بوخور (به چکی: Bochoř) یک منطقهٔ مسکونی در جمهوری چک است که در ناحیه پرروف واقع شده‌است. بوخور ۹٫۴۳ کیلومتر مربع مساحت و ۹۹۵ نفر جمعیت دارد و ۲۰۴ متر بالاتر از سطح دریا واقع شده‌است.